# 尼温圭国家公园
尼温圭國家公園（Nyungwe National Park）是盧旺達西南部的國家公園，位於基伏湖以南，成立於2004年，佔地970平方公里，南面毗接布隆迪的基比拉國家公園，野生動物包括至少85種哺乳類動物（包括13種靈長類動物）、275種鳥類、32種兩棲類動物和38種爬行類動物。2023年入选世界遺產名錄，為盧旺達的首個世界遺產。